# Lista de cidades do Paraguai

## A
- Abaí
- Acahay
- Aguaray
- Alberdi
- Alto Verá
- Altos
- Areguá
- Arroyito
- Assunção
- Atyrá
- Ayolas

## B
- Bela Vista, Amambay
- Benjamim Aceval

## C
- Caacupé
- Caaguazu
- Caapucú
- Caazapá
- Cambyreta
- Capiatá
- Capiíbary
- Capitão Bado
- Capitão Maurício José Troche
- Capitão Meza
- Capitão Miranda
- Caraguatay
- Carayaó
- Carmem do Paraná
- Cerrito
- Cidade do Leste
- Conceição
- Coronel Bogado
- Coronel Martínez
- Coronel Oviedo
- Curuguaty

## D
- Desmochados
- Doutor Botrel
- Doutor Cecílio Báez
- Doutor Eulógio Estigarribia
- Doutor Juan Manuel Frutos
- Doutor Moisés Bertoni
- Doutor Pedro P. Peña

## E
- Edelira
- Encarnação

## F
- Fernando de la Mora
- Colônia Fernheim
- Filadélfia
- Forte Olimpo

## G
- General Artigas
- General Delgado
- General Elizardo Aquino
- General Eugênio A. Garay
- General Francisco Álvarez
- General Higínio Morínigo
- General Isidro Resquín
- General José Eduvigis Díaz
- Guarambaré
- Guayaibi
- Guazú-Cua

## H
- Hernandarías
- Hohenhau
- Horqueta
- Humaitá

## I
- Independência
- Ilha Pucú
- Ilha Umbu
- Itacurubi da Cordilheira
- Itacurubi do Rosário
- Itanará
- Itapé
- Itapúa Poty
- Itaquíry
- Itauguá
- Iturbé

## J
- José Falcón
- José Fassardi
- José Ocampos
- Juan Emilio O'Leary

## K
- Karapaí
- Katueté

## L
- La Pastoria
- La Victoria
- Lambaré
- Laurelles
- Leandro Oviedo
- Limpio
- Lucas

## M
- Maria Antônia
- Mariano Roque Alonso
- Mariscal Estigarribia
- Mariscal Francisco Solano López
- Prefeito José Dejesús Martínez
- Prefeito Otaño
- Prefeito Pablo Lagerenza
- Mbaracayú
- Mbocayaty
- Mbocayty del Yhaguy
- Mbutuy
- Mbuyapey
- Colônia Menno
- Menno
- Minga Guazú

## N
- Nanawa
- Natalício Talavera
- Natália
- Colônia de Neuland
- Nova Alborada
- Nova Germânia
- Nova Itália
- Nova Londres

## Ñ
- Ñacunday
- Ñemby
- Ñumí

## O
- Obrigado

## P
- Paraguari
- Passo de Pátria
- Paso Yobai
- Pedro Juan Caballero
- Pilar
- Pirayú
- Poço Colorado
- Presidente Franco
- Primeiro de Março
- Porto Pinasco
- Piribebuy

## Q
- Quiindy
- Quyquyhó

## R
- Raúl Arsénio Oviedo
- Repatriação

## S
- Salto do Guairá
- Santo Alberto
- São Bernardino
- São Cosme e Damião
- Santo Estanislao
- Santo Inácio
- São José de los Arroyos
- San Juan Bautista de Ñeembucú
- São João Batista
- São João do Paraná
- São João Nepomuceno
- São Lourenço
- São Paulo
- San Pedro de Ycuamandiyú
- São Pedro do Paraná
- São Rafael do Paraná
- São Vicente Pancholo
- Sapucaí

## T
- Tacuaras
- Tacuatí
- Tavaí
- Tebicuary-mí
- Tomás Romero Pereira
- RI Tres Corrales
- Três de Maio
- Trindade

## U
- União

## V
- Vaqueria
- Veinticinco de dezembro
- Vila Elisa
- Vila Franca
- Villa Hayes
- Vila Oliva
- Villalbin
- Villarrica
- Villeta

## Y
- Yabebyry
- Yaguarón
- Yasy Cañy
- Yataity
- Yataity del Norte
- Yatytay
- Yby Pytá
- Ybycuí
- Ybytimí
- Yegros
- Ygatimi
- Yhú
- Ypacaraí
- Ypané
- Ypehú
- Yuty

## Z
- Zanja Pytá